# Cryptophagus lapidicola
Cryptophagus lapidicola là một loài bọ cánh cứng trong họ Cryptophagidae. Loài này được Reitter miêu tả khoa học năm 1879.